# 朱昌镇 (贵阳市)
朱昌镇，是中华人民共和国贵州省貴陽市观山湖区下辖的一个乡镇级行政单位。
2012年11月15日，国务院批复同意贵州省调整贵阳市部分行政区划，设立观山湖区，将乌当区的朱昌镇划归观山湖区管辖。

## 行政区划
朱昌镇下辖以下地区：
朱昌社区、平桥第一社区、平桥第三社区、石硐社区、平桥第二社区、赵官村、朱昌村、金钟村、高寨村、麦乃村、石头村、窦官村、青龙村、茶饭村、长冲村和郝官村。